# Rauracien
Le Rauracien est un faciès géologique du Jurassique supérieur (Malm). Il avait autrefois le rang d'étage géologique.
C'est un terme qui est encore parfois utilisé en stratigraphie, en particulier dans le Massif du Jura, où il correspond à des faciès calcaires d'âge Oxfordien supérieur. Du plus ancien au plus récent : 
- calcaires jaunâtres récifaux riches en polypiers et solénopores ;
- calcaires oolithiques ;
- calcaires à grosses oncolithes.

En Poitou-Charentes, le faciès rauracien est également à dominante calcaire. Il est daté de la biozone à Bimammatum, dernière zone d'ammonites de l'Oxfordien.